# Селавик (река)
Селавик (англ. Selawik River) — река на северо-западе штата Аляска, США. Составляет около 225 км в длину. Берёт начало в районе горного хребта Парселл и течёт главным образом в западном направлении через территорию заповедника Селавик, впадая в озеро Селавик. Воды озера в свою очередь имеют сток в залив Коцебу Чукотского моря. Река протекает вблизи Северного полярного круга.
Город Селавик расположен на берегу реки, недалеко от её устья. Крупнейшие притоки — Тагагавик (137 км) и Кугарак (93 км).